# Avelãs de Caminho
Avelãs de Caminho is een plaats (freguesia) in de Portugese gemeente Anadia en telt 1 236 inwoners (2001).